# Séminaire Notre-Dame de Fatima de Parakou
Le séminaire Notre Dame de Fatima de Parakou ou séminaire interdiocésain Notre-Dame de Fatima de Parakou est un établissement d'enseignement secondaire privé béninois à vocation confessionnelle destiné aux jeunes hommes qui aspirent pour la plupart à devenir prêtres.

## Histoire
Initiée par la préfecture apostolique de Parakou, la construction du séminaire a commencé en phase initiale en 1960 par l'architecte Ch. Strobel . Les gros travaux de cette construction ont commencé en 1962,.Dès lors, le séminaire Notre Dame de Fatima de Parakou compte parmi les écoles d'excellence du Bénin,,.